# Abraxas dichostata
Abraxas dichostata là một loài bướm đêm trong họ Geometridae.